# Björn Reinhardt
Björn Reinhardt (* 5. Dezember 1963 in Berlin) ist ein deutscher Dokumentarfilm-Regisseur, Fotograf, Schriftsteller und Zeichner.

## Leben
Reinhardt absolvierte das Abitur im Jahr 1982 in Berlin. Er arbeitete zwei Jahre beim Fernsehen der DDR als Szenenbildassistent. Von 1985 bis 1990 studierte er Bühnen- und Kostümbild an der Kunsthochschule Berlin-Weißensee.
Von 1990 an arbeitete er etwa zehn Jahre als Bühnenbildner an verschiedenen Theater- und Opernhäusern. Im Jahr
1995 drehte Reinhardt seinen ersten Dokumentarfilm („Hinter sieben Burgen“) in Siebenbürgen/Rumänien, mit dem er für den Adolf-Grimme-Preis nominiert wurde. Von 2000 bis 2002 war er Produktionsleiter bei Zeitzeugen TV. 2002 übersiedelte er nach Rumänien, wo er seitdem in der Maramures lebt und das Maramures-Filmarchiv aufbaut. Hier entstanden bisher über 40 Dokumentarfilme, die Rumänien und Maramures zum Thema machen. Seit 2008 arbeitet Reinhardt auch als Fotograf und Schriftsteller.
Ab 2009 dreht er Dokumentarfilme über Kreta („Kalami“), Nordgriechenland („Der letzte Pelikan“), Albanien („Polyphonia. Albaniens vergessene Stimmen“) und Georgien („Im Schatten der Türme“).
Der Roman „Limes. Flucht über die Berge“ war 2016 sein Debüt als Schriftsteller. 2018 erschien „Maramuresch. 101 Foto/Geschichten aus Waldkarpaten Rumäniens“ beim Schiller Verlag Bonn-Hermannstadt. Im Jahr 2020 veröffentlichte Björn Reinhardt den Roman „Der Weg ist das Ziel“.
2021 erscheint der erste Teil seiner Autobiografie „Unbequeme Schönheiten“
2022 beginnt Reinhardt wieder verstärkt mit seinen zeichnerischen Tätigkeiten. Es entstehen zahlreiche Kohlezeichnungen zum Thema „Maramureş Portraits“.

## Filmografie
- 1995: Hinter Sieben Burgen
- 2001: Maria Himmelfahrt
- 2002: TalWein
- 2003: Gagarin
- 2003: Verlacht, vergraben und vergessen
- 2003: 400 Gäste Hochzeit
- 2004: Maramuzica
- 2004: Die Vision
- 2004: Trilogie des Trinkens
- 2004: Vor den Toren
- 2004: Glück Auf!
- 2005: Vom Sieg des Lebens
- 2005: Bauern, Bohnen und Fürst Bogdan
- 2006: Irgendwie und Irgendwo
- 2006: Schafes Bruder
- 2007: Obcina
- 2007: Mehr oder weniger
- 2007: Der geniale Amateur
- 2007: Die Sammler
- 2008: Die fröhlichen Schwestern
- 2008: Das letzte Eisenbahnparadies
- 2008: Mama Buna
- 2008: Tal der Tränen
- 2009: Kalami
- 2009: Kinderberg
- 2010: Der letzte Pelikan
- 2010: Die dritte Violine
- 2010: Europäer
- 2010: Poesie des Glaubens
- 2011: Verhext
- 2011: Polyphonia
- 2012: Im Schatten der Türme
- 2013: Zeit ohne Ziel
- 2013: Besser geht´s nicht
- 2014: Brotzeit
- 2015: Viflaim. These Kids Are All Right
- 2017: Galizien. Land der gefallenen Engel
- 2018: Albaniens Wege zum Licht
- 2019: Hundert Jahre Duldsamkeit
- 2021: Unbequeme Schönheiten